# Aladakatti, Hangal
Aladakatti là một làng thuộc tehsil Hangal, huyện Haveri, bang Karnataka, Ấn Độ.